# 紧序剪股颖
紧序剪股颖（学名：Agrostis sinocontracta）为禾本科剪股颖属下的一个种。